# バークマン・センター
バークマン・センター （英：Berkman Klein Center for Internet & Society）は、ハーバード大学にある研究センターであり、サイバースペースの研究に注力している。ハーバード・ロー・スクールに設立された同センターは、従来、インターネット関連の法的論点に注力してきた。
2008年5月15日、 同センターは、ハーバード大学全体の教員間イニシアティブ（interfaculty initiative）に昇格した。
同センターは、バークマン一族にちなんで命名された。
彼らは、通信会社Associated Group （後にLiberty Mediaに売却)を所有していた。
バークマンの設立者によって開始もしくは触発された姉妹センターには次のものがある：Stanford Center for Internet and Society、Oxford Internet Institute、Bilgi University Institute of Information and Technology Law。イタリアの Polytechnic University of TurinにあるNEXA Center for Internet and Society 、Zhejiang University of Media and Communications (ZUMC) のCenter for Internet and Society、Bangalore Centre for Internet & Society のようなパートナー機関が、バークマン・センターの開始以降に設立されてきた。 

## 歴史と使命

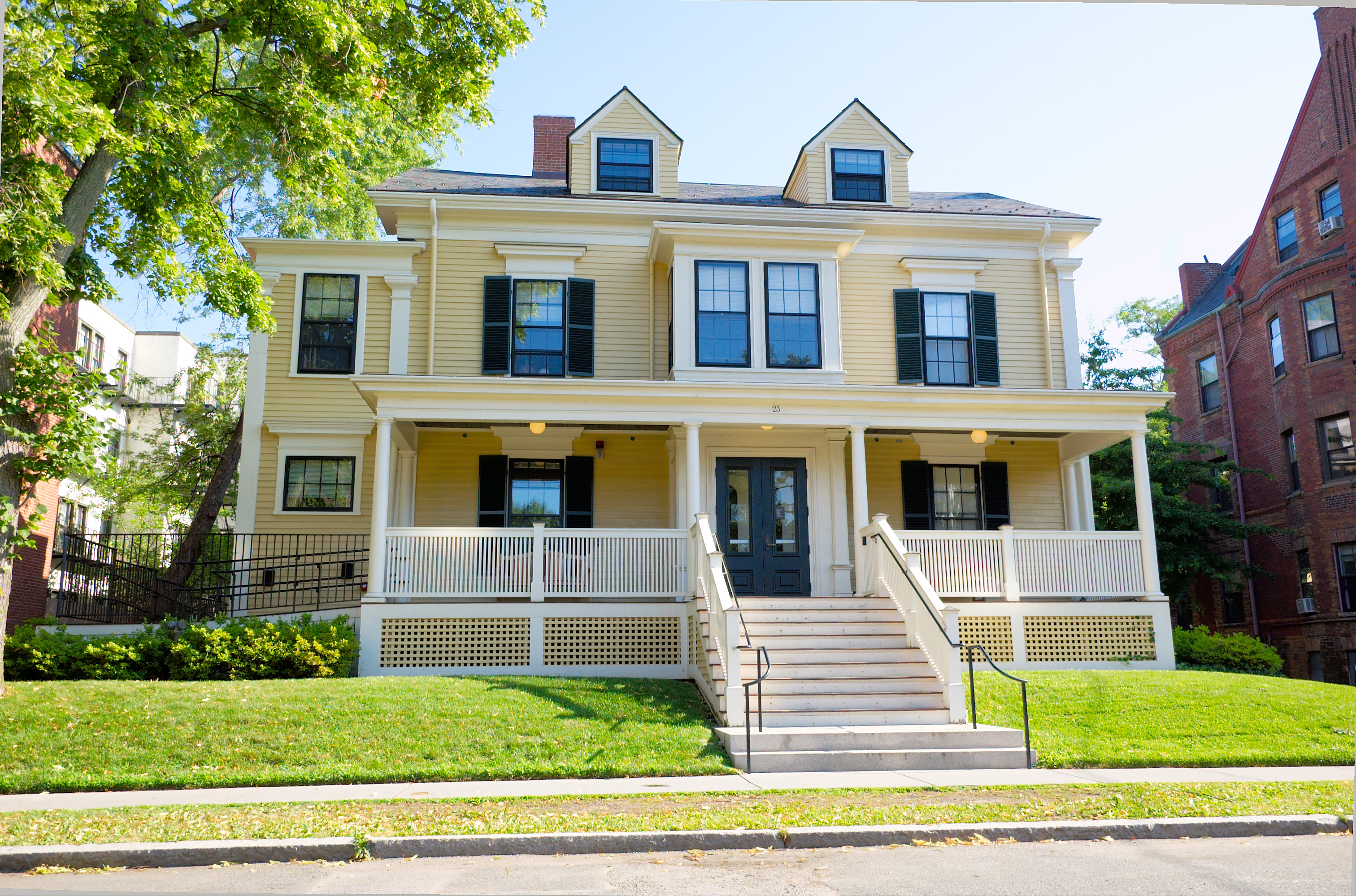
所在地 23 Everett Street

バークマン・センターは、1998年、ふたりの教授（ジョナサン・ジットレインと Charlie Nesson）によって設立された。
以来、ハーバード・ロー・スクール内の小さなプロジェクトからハーバード大学における主要な横断的（interdisciplinary）センターへと成長した 。バークマン・センターは、「どのようにインターネット関連の技術開発が社会的な文脈において触発されてきたか？」と、逆に「そのような技術の利用は、どのように社会に影響を与えているか？」を解明しようとしている。 
センターは、この研究からの教訓をインターネット関連法の設計に生かすために使い、インターネット自体の開発の先駆者となることを指向している。バークマン・センターは、インターネット関連のイベントや会議を協賛し、多くの訪問講師や研究フェローを招いている。
センターのメンバーは、教え、本や科学的な文献を書き、RSS 2.0フィード（これについては同センターが仕様を保持している）を伴ったBlogを書き、ポッドキャスト（この最初のシリーズはバークマン・センターにおいて行われた）を行う。
そのニュースレター『The Filter』はWeb上にあり、電子メールによって入手可能である。
センターは、ハーバード大学の教員、学生やバークマン・センター関係者のBlogコミュニティを運営している。
バークマン・センターの教員とスタッフは、主要な政策の重要論点についてのレビューも行ってきた。
2008年、John Palfrey は、「Internet Safety Technical Task Force」と呼ばれる子供の安全オンラインのレビューを率先した。2009年、Yochai Benklerは、アメリカ合衆国のブロードバンド政策のレビューを率先した。
2010年、Urs GasserはPalfreyや他の者と共に、インターネットの透明性、説明責任、公的参加に注力しているガバナンス組織ICANNのレビューを率先した。

## プロジェクトとイニシアティブ
バークマン・センターの主要研究トピックは、ティーンとメディア、監視、プライバシー、デジタルアート、インターネットガバナンス、クラウドコンピューティング、インターネット検閲である。
バークマン・センターは、インターネットについてのイベント、プレゼンテーション、会議をサポートしており、アイディアを共有するために科学者を招待している。
- Internet and Democracy Project（既に終了）
- StopBadware（2010年にスピンオフ）
- ProjectVRM（2012年にスピンオフ）
- Digital Media Law Project（2014年にスピンオフ）
- Digital Public Library of America（大規模なデジタル公衆図書館をすべての人々にアクセス可能にすることを目標とする）

## 発展文献
- 井口耕二 訳『インターネットが死ぬ日』ハヤカワ新書juice、2009年。ISBN 4153200034。